# Spiders (filme de 2000)
Spiders (Brasil: Aranhas Assassinas ou Aranhas ) é um filme dos Estados Unidos lançado em 2000 do gênero ficção científica e terror. Foi produzido por Boaz Davidson e Danny Lerner e dirigido por Gary Jones, com Lana Parrilla, Billy Maddox.

## Sinopse
Durante um voo espacial, o governo americano faz uma experiência com uma aranha para o projeto secreto Mother In Law (M.I.L.). Em pleno voo o aracnídeo ataca os tripulantes que entram em convulsão, perdendo o controle da espaçonave. Enquanto isso, Marci, uma jornalista, parte junto com Slick e Jake para o deserto a fim de encontrar uma suposta base secreta. Em sua busca, presenciam a queda da aeronave e conseguem entrar na base. Ali, a aranha sai do corpo de único sobrevivente da nave e ataca todos que encontra pelo caminho, ficando cada vez maior.

## Elenco
- Lana Parrilla - Maci Eyre
- Billy Maddox - Colonel Dixon
- David Carpenter - Technician
- Jonathan Breck - Jacobs
- Josh Green - Murphy
- Oliver Macready - Slick
- Josh Green - John Murphy
- Simona Williams - Loretta Martindale